# ثري جي كابيتال
ثري جي كابيتال هي شركة استثمار برازيلية عالمية وشراكة خاصة مبنية على نهج المالك والمشغل للاستثمار على المدى الطويل. تأسست الشركة في عام 2004، وتطورت من مكتب الاستثمار البرازيلي المكون من خورخي باولو ليمان، وكارلوس ألبرتو سيكوبيرا، ومارسيل هيرمان تيليس. يرأس الشركة كل من أليكس باهيرنج، المؤسس المشارك والشريك الإداري المشارك، ودانيال شوارتز، الشريك الإداري المشارك.  
تشتهر الشركة باستثماراتها طويلة الأجل في -أية بي أنييف وريستورانت براندز أنترناشيونال ( برجر كنج وتيم هورتونز وبوبايز لويزيانا كيتشن ) وكرافت هاينز بالإضافة إلى الشراكة مع بيركشاير هاثاواي في عمليات الاستحواذ الخاصة بها.